# Réminiac
 Réminiac  (en bretón Ruvenieg) es una población y comuna francesa, situada en la región de Bretaña, departamento de Morbihan, en el distrito de Vannes y cantón de Guer.

## Demografía
| 487 | 481 | 423 | 391 | 365 | 353 |
| Para los censos de 1962 a 1999 la población legal corresponde a la población sin duplicidades (Fuente: INSEE [Consultar]) |     |     |     |     |     |